# Selección de balonmano playa de España
La Selección de balonmano playa de España es la selección nacional absoluta de Balonmano playa de España. Está dirigida por la Real Federación Española de Balonmano.

## Historial

### Mundiales
- 2004 - No participó
- 2006 -  Medalla de bronce
- 2008 - 5.º puesto
- 2010 - 8.º puesto
- 2012 - 5.º puesto
- 2014 - 5.º puesto
- 2016 - 5.º puesto
- 2018 - 5.º puesto
- 2022 - 7.º puesto
- 2024 - 5.º puesto

### Europeos
- 2000 -  Medalla de plata
- 2002 -  Medalla de oro
- 2004 - 4.º puesto
- 2006 -  Medalla de oro
- 2007 - 7.º puesto
- 2009 - 5.º puesto
- 2011 -  Medalla de bronce
- 2013 - 5.º puesto
- 2015 -  Medalla de plata
- 2017 -  Medalla de oro
- 2019 - 9.º puesto
- 2021 - 4.º puesto
- 2023 - 5.º puesto[3]
- 2025 -  Medalla de plata

### Juegos Europeos
- 2023 -  Medalla de oro

### Juegos Mediterráneos de Playa
- 2023 -   Medalla de bronce

### Juegos Mundiales
- 2001 -  Medalla de plata
- 2005 -  Medalla de plata
- 2025 - 4.º puesto

### Juegos Mundiales de Playa
- 2019 -  Medalla de plata

### IHF Global Tour
- 2022 - 4.º puesto

## Categorías inferiores
| Selección Sub-19 - Europeo Sub-19: - Tercer puesto (1): 2015 Selección Sub-18 - Europeo Sub-18: - Tercer puesto (1): 2018 - Juegos Olímpicos de la Juventud: - Campeón (1): 2018 | Selección Sub-17 - Mundial Sub-17: - Campeón (2): 2017, 2025 - Europeo Sub-17: - Subcampeón (3): 2021, 2023, 2025 - Tercer puesto (1): 2019 Selección Sub-16 - Europeo Sub-16: - Campeón (1): 2016 - Subcampeón (2): 2022, 2024 |